# Nekrolog 1. Quartal 1950
Nekrolog
◄◄
| ◄
| 1946
| 1947
| 1948
| 1949
| 1950 | 1951 | 1952 | 1953 | 1954 | ► | ►►
1. Quartal |
2. Quartal |
3. Quartal |
4. Quartal 1950
Weitere Ereignisse | Allgemeiner Nekrolog 1950
Die Beschreibung der verstorbenen Person sollte so kurz wie möglich gehalten sein und nur deren signifikante Tätigkeit(en) enthalten.
Neue Namen ggf. auch unter dem Geburts- und Sterbedatum, also etwa unter 1. Januar und im Geburts- und Sterbejahr (2024) eintragen (nur bei entsprechender großer Wichtigkeit). Für Beispiele siehe die schon vorhandenen Artikel.
Außerdem über die fünf zuletzt Verstorbenen, zu denen es einen ausreichend guten Artikel für eine Präsentation auf der Hauptseite gibt, nach der todesbedingten Überarbeitung der Artikel ggf. auch unter Wikipedia Diskussion:Hauptseite informieren und sie am besten auch in den anderen Wikipedia-Sprachversionen eintragen. Tipp: Regelmäßig bei news.google.de nach „ist tot“, „gestorben“ oder „verstorben“ suchen.
Wenn eine Person gestorben ist, gibt es viele Seiten zu dieser Person in der Wikipedia, die davon auch betroffen sind und entsprechend aktualisiert werden müssen. Beispiele: Namenübersichtsseite, Geburtsjahr, Geburtsort-Seiten und viele mehr.
Wie finde ich die betroffenen Seiten?
Im Suchfeld auf der linken Seite gibt man den Suchbegriff so ein: „Vorname Nachname“. Dann klickt man auf Volltext und alle Seiten mit entsprechendem Suchtext werden aufgerufen. Hier sieht man dann schnell, wo auch das Todesjahr Sinn macht oder sogar ein Teil des Artikels angepasst werden muss. Auch hilft das „Werkzeug“ auf der linken Seite sehr gut, um solche Seiten aufzufinden: „Links auf diese Seite“. Somit ist die Wikipedia wieder aktuell in allen Bereichen! Hinweis: bei Eintragung der Kategorie „Gestorben JAHR“ wird der Missbrauchsfilter 49 ausgelöst, was jedoch nicht schlimm ist. Siehe: Spezial:Missbrauchsfilter/49
Dies ist eine Liste von im ersten Quartal 1950 verstorbenen bekannten Persönlichkeiten. Die Einträge erfolgen innerhalb der einzelnen Daten alphabetisch sortiert. Tiere sind im Nekrolog für Tiere zu finden.

## Januar
| Tag        | Name                                | Beruf, bekannt als | Alter | Beleg |
| ---------- | ----------------------------------- | --- | ----- | ----- |
| 1. Januar  | William Aloysius Griffin            | US-amerikanischer Geistlicher, Bischof von Trenton                                                                      | 64    |       |
| 1. Januar  | Karl Kälin                          | Schweizer Geistlicher                                                                                                   | 79    |       |
| 1. Januar  | Karl Klingspor                      | deutscher Typograf | 81    |       |
| 2. Januar  | Hilda Horniblow                     | britische Offizierin | 63    |       |
| 2. Januar  | Emil Jannings                       | deutscher Schauspieler                                                                                                  | 65    |       |
| 2. Januar  | Valentin Litz                       | deutscher Maschinenbauingenieur und Manager                                                                             | 70    |       |
| 2. Januar  | Emil Sonnemann                      | deutscher Pädagoge, Redakteur und Direktor einer Strafanstalt                                                           | 80    |       |
| 3. Januar  | Adolf Jöhnssen                      | deutscher Maler, Illustrator, Lithograf und Musiker                                                                     | 78    |       |
| 4. Januar  | William Ferguson                    | politischer Führer der Aborigines                                                                                       | 67    |       |
| 4. Januar  | Karl Russell                        | deutscher Jurist und Politiker (ZENTRUM), Oberbürgermeister von Koblenz (1919–1931)                                     | 79    |       |
| 4. Januar  | Virgil Snyder                       | US-amerikanischer Mathematiker                                                                                          | 80    |       |
| 5. Januar  | Herbert Bellmer                     | deutscher Pädagoge und Schriftsteller                                                                                   | 54    |       |
| 5. Januar  | Kurt von Boeckmann                  | deutscher Jurist, Rundfunkintendant                                                                                     | 64    |       |
| 5. Januar  | Oswald Bumke                        | deutscher Psychiater und Neurologe                                                                                      | 72    |       |
| 5. Januar  | Stephen A. Day                      | US-amerikanischer Politiker                                                                                             | 67    |       |
| 5. Januar  | Eugène Flaud                        | französischer Automobilrennfahrer                                                                                       | 68    |       |
| 5. Januar  | Joseph-Alexandre Gilbert            | kanadischer Geiger und Musikpädagoge                                                                                    | 82    |       |
| 5. Januar  | John Rabe                           | deutscher Kaufmann und humanitärer Wohltäter in China                                                                   | 67    |       |
| 5. Januar  | Edmund Weigand                      | deutscher Byzantinist und Kunsthistoriker                                                                               | 62    |       |
| 6. Januar  | Isaiah Bowman                       | US-amerikanischer Geograph                                                                                              | 71    |       |
| 6. Januar  | Rudolf Goedecke                     | deutscher Architekt des Historismus                                                                                     | 72    |       |
| 6. Januar  | Minami Kunzō                        | japanischer Maler | 66    |       |
| 6. Januar  | Josef Pabst                         | deutscher Steinmetz, Plastiker und Bildhauer                                                                            | 70    |       |
| 7. Januar  | Monty Banks                         | italienisch-amerikanischer Komiker, Filmschauspieler sowie Filmregisseur, Filmproduzent und Drehbuchautor               | 52    |       |
| 7. Januar  | Robert Freißler                     | österreichischer Verwaltungsjurist und Deutsch-Nationaler Politiker                                                     | 72    |       |
| 7. Januar  | Alfonso Daniel Rodríguez Castelao   | galicischer Schriftsteller, Zeichner und Politiker                                                                      | 63    |       |
| 7. Januar  | Ernst Spiro                         | deutscher Eisenbahningenieur                                                                                            | 76    |       |
| 7. Januar  | Francisco Villota                   | spanischer Pelotaspieler                                                                                                | 76    |       |
| 8. Januar  | Nicolás Corona y Corona             | mexikanischer Geistlicher, Bischof von Papantla                                                                         | 72    |       |
| 8. Januar  | László Cseh                         | ungarischer Fußballspieler                                                                                              | 39    |       |
| 8. Januar  | David Kristiansen                   | grönländischer Landesrat                                                                                                | 46    |       |
| 8. Januar  | Joseph Schumpeter                   | österreichischer Ökonom und Publizist                                                                                   | 66    |       |
| 9. Januar  | Fritz Hohmeier                      | deutscher Chirurg und Ärzteschaftsfunktionär                                                                            | 73    |       |
| 9. Januar  | Kastor Notter                       | Schweizer Radrennfahrer                                                                                                 | 46    |       |
| 10. Januar | Georg Flemmig                       | deutscher Lehrer, religiös-sozialer Volksschriftsteller, Zeitschriftenherausgeber und Ehrenbürger der Stadt Schlüchtern | 75    |       |
| 10. Januar | Hans Kraffert                       | deutscher Architekt | 64    |       |
| 10. Januar | Jaroslav Kvapil                     | tschechischer Dichter und Theaterdramaturg                                                                              | 81    |       |
| 10. Januar | Ernest Poole                        | US-amerikanischer Schriftsteller                                                                                        | 69    |       |
| 10. Januar | Karl Wolf                           | österreichischer Physiker und Ingenieurwissenschaftler                                                                  | 63    |       |
| 10. Januar | Josef Zäuner                        | deutscher Kommunist und Widerstandskämpfer                                                                              | 59    |       |
| 11. Januar | Wilhelm Haller                      | deutscher Maler | 76    |       |
| 11. Januar | Ken Huszagh                         | US-amerikanischer Schwimmer                                                                                             | 58    |       |
| 11. Januar | Karin Michaëlis                     | dänische Autorin | 77    |       |
| 11. Januar | Friedrich Schmidt                   | deutscher Gewerkschafter und Politiker (SPD), MdL                                                                       | 69    |       |
| 11. Januar | Otto Schultze                       | deutscher Arzt, Psychologe und Hochschullehrer                                                                          | 77    |       |
| 11. Januar | Max Wischer                         | deutscher Kleintierzüchter, Verbandsfunktionär und Fachbuchautor                                                        | 76    |       |
| 12. Januar | Henry F. Lawrence                   | US-amerikanischer Politiker                                                                                             | 81    |       |
| 12. Januar | Josiah Edward Spurr                 | US-amerikanischer Geologe                                                                                               | 79    |       |
| 12. Januar | John M. Stahl                       | US-amerikanischer Filmregisseur und Filmproduzent                                                                       | 63    |       |
| 12. Januar | Peter Anton Tholen                  | deutscher Archäologe | 67    |       |
| 13. Januar | Dimitris Semsis                     | griechischer Rembetikomusiker und Violinenspieler                                                                       |       |       |
| 13. Januar | Konrad Taucher                      | deutscher Bildhauer | 76    |       |
| 14. Januar | Carl Apstein                        | deutscher Zoologe | 87    |       |
| 14. Januar | Janez Benigar                       | österreichisch/ungarisch-argentinischer Ethnologe                                                                       | 66    |       |
| 14. Januar | Iustin Iwlianowitsch Dschanelidse   | sowjetischer Chirurg | 66    |       |
| 14. Januar | Alma Karlin                         | österreichisch-jugoslawische Journalistin                                                                               | 60    |       |
| 14. Januar | Émile Ryser                         | Schweizer Politiker, Gewerkschafter und Uhrmacher                                                                       | 83    |       |
| 15. Januar | Henry H. Arnold                     | US-amerikanischer General                                                                                               | 63    |       |
| 15. Januar | Walter Blümich                      | deutscher Jurist | 61    |       |
| 15. Januar | Petre Dumitrescu                    | rumänischer General | 67    |       |
| 15. Januar | Wilhelm Lauche                      | Gartenbaufachmann und Hofgartendirektor                                                                                 | 90    |       |
| 15. Januar | Ephraim F. Morgan                   | US-amerikanischer Politiker                                                                                             | 80    |       |
| 15. Januar | Erwin Müller                        | österreichischer Sportjournalist und Fußballfunktionär                                                                  | 71    |       |
| 15. Januar | Samuel Putnam                       | US-amerikanischer Übersetzer und Romanist                                                                               | 61    |       |
| 16. Januar | Wilhelm Fitzner                     | deutscher Verwaltungsjurist und Politiker (SPD)                                                                         | 58    |       |
| 16. Januar | Gustav Krupp von Bohlen und Halbach | deutscher Unternehmer, Diplomat und Aufsichtsratsvorsitzender der Friedrich Krupp AG                                    | 79    |       |
| 17. Januar | Henry Justin Allen                  | US-amerikanischer Politiker                                                                                             | 81    |       |
| 17. Januar | Andreas von Flotow                  | deutscher Dressurreiter                                                                                                 | 73    |       |
| 17. Januar | Otto Steinegger                     | österreichischer Politiker (CSP, ÖVP), Landtagsabgeordneter, Abgeordneter zum Nationalrat                               | 61    |       |
| 18. Januar | Elie Chedid                         | libanesischer Geistlicher und Erzbischof der maronitischen Kirche                                                       | 77    |       |
| 18. Januar | Hans Wolfgang Reinhard              | deutscher Offizier, zuletzt General der Infanterie im Zweiten Weltkrieg                                                 | 61    |       |
| 18. Januar | Horace Rice                         | australischer Tennisspieler                                                                                             | 77    |       |
| 18. Januar | André Sainte-Laguë                  | französischer Mathematiker                                                                                              | 67    |       |
| 18. Januar | Paul Wilhelm Schmidt                | deutscher Dermatologe und Hochschullehrer                                                                               | 54    |       |
| 20. Januar | Georg Minde-Pouet                   | deutscher Bibliothekar                                                                                                  | 78    |       |
| 20. Januar | Sofie Schjøtt                       | Juristin und erste Richterin Norwegens                                                                                  | 78    |       |
| 20. Januar | Antonio Vela                        | spanischer Ruderer | 77    |       |
| 21. Januar | Josef Haist                         | österreichischer Fußballspieler und -trainer                                                                            | 55    |       |
| 21. Januar | Leo Houck                           | US-amerikanischer Boxer                                                                                                 | 61    |       |
| 21. Januar | Charles Evans Hughes junior         | US-amerikanischer Jurist und United States Solicitor General                                                            | 60    |       |
| 21. Januar | Julius Lips                         | deutscher Ethnologe und Rechtssoziologe                                                                                 | 54    |       |
| 21. Januar | George Orwell                       | britischer Schriftsteller und Essayist                                                                                  | 46    |       |
| 21. Januar | Johannes Rudolphi                   | deutscher Landschaftsmaler des Post-Impressionismus                                                                     | 72    |       |
| 22. Januar | Georg Blößner                       | deutscher katholischer Geistlicher und Heimatforscher                                                                   | 90    |       |
| 22. Januar | Alan Hale senior                    | US-amerikanischer Schauspieler und Regisseur                                                                            | 57    |       |
| 22. Januar | Ludwig Kirsch                       | deutscher Geistlicher und Politiker (CDU), MdV                                                                          | 58    |       |
| 22. Januar | Corinne Luchaire                    | französische Filmschauspielerin                                                                                         | 28    |       |
| 22. Januar | Ernst Vetterlein                    | deutscher Architekt und Hochschullehrer, Rektor der Technischen Hochschule Hannover (1923–1925)                         | 76    |       |
| 23. Januar | Friedrich Bronsart von Schellendorf | preußischer Generalleutnant; General in der osmanischen Armee                                                           | 85    |       |
| 23. Januar | Rich T. Buckler                     | US-amerikanischer Politiker                                                                                             | 84    |       |
| 23. Januar | Wassil Kolarow                      | bulgarischer Politiker, KP-Generalsekretär, Staats- und Ministerpräsident                                               | 72    |       |
| 23. Januar | Christian Kühn                      | deutscher Bergingenieur                                                                                                 | 78    |       |
| 23. Januar | Robert Lichter                      | deutscher Landwirt und Politiker (CDU), MdL                                                                             | 65    |       |
| 23. Januar | Friedrich Voß                       | deutscher Zoologe | 72    |       |
| 24. Januar | Hendrik van Delden                  | deutscher Baumwollspinnerei- und Zwirnereibesitzer                                                                      | 77    |       |
| 24. Januar | Franz Pieler                        | deutscher Bergbaufachmann und Generaldirektor der Ballestremschen Industriewerke und Besitzungen                        | 80    |       |
| 24. Januar | Hermann Wilke                       | deutscher Zeichner und Karikaturist                                                                                     | 73    |       |
| 24. Januar | Ernst Will                          | deutscher Politiker (CDU)                                                                                               | 64    |       |
| 25. Januar | Giuseppe Grassi                     | italienischer Jurist und Politiker (UDN, PLI), Mitglied der Camera dei deputati                                         | 66    |       |
| 25. Januar | Josef Sorgo                         | österreichischer Internist und Pulmologe                                                                                | 80    |       |
| 26. Januar | Walter Anthony                      | englischer Fußballspieler                                                                                               | 70    |       |
| 26. Januar | Hans Ciresa                         | österreichischer Politiker (SPÖ), Vorarlberger Landtagsabgeordneter                                                     | 63    |       |
| 26. Januar | Anton van der Waals                 | niederländischer Spion                                                                                                  | 37    |       |
| 26. Januar | Alfred James Wilmott                | englischer Botaniker | 61    |       |
| 26. Januar | Herbert E. Winlock                  | US-amerikanischer Ägyptologe                                                                                            | 65    |       |
| 27. Januar | Minca Bosch Reitz                   | niederländische Bildhauerin und Autorin                                                                                 | 79    |       |
| 27. Januar | Oskar Ehrhardt                      | deutscher Chirurg und Hochschullehrer in Königsberg                                                                     | 76    |       |
| 27. Januar | Augusto d’Halmar                    | chilenischer Schriftsteller                                                                                             | 67    |       |
| 27. Januar | Paul Hempel                         | deutscher Marathonläufer                                                                                                | 59    |       |
| 27. Januar | Constancia de la Mora               | spanische Kommunistin und Feministin                                                                                    | 43    |       |
| 27. Januar | Henri Pittier                       | Schweizer Naturforscher und Biologe                                                                                     | 92    |       |
| 27. Januar | Emil Probst                         | deutscher Bauingenieur                                                                                                  | 72    |       |
| 27. Januar | Walter Sawitzky                     | deutsch-baltischer Schriftsteller und Journalist                                                                        | 57    |       |
| 27. Januar | Curt Siegel                         | deutscher Bildhauer | 68    |       |
| 27. Januar | Orlando Spreng                      | Schweizer Schriftsteller                                                                                                | 41    |       |
| 28. Januar | Jaybird Coleman                     | US-amerikanischer Bluesmundharmonikaspieler, -gitarrist und -sänger                                                     | 53    |       |
| 28. Januar | Heinrich Fahrenbrach                | deutscher Politiker (Zentrum), MdR                                                                                      | 71    |       |
| 28. Januar | Richard Knipping                    | deutscher Archivar | 84    |       |
| 28. Januar | Rudolf Kühnel                       | österreichischer Leichtathlet                                                                                           | 53    |       |
| 28. Januar | Cornelia de Lange                   | niederländische Pädiaterin                                                                                              | 78    |       |
| 28. Januar | Nikolai Nikolajewitsch Lusin        | russischer Mathematiker                                                                                                 | 66    |       |
| 28. Januar | Joe McCoy                           | US-amerikanischer Blues-Musiker                                                                                         | 44    |       |
| 28. Januar | Werner Mummert                      | deutscher Generalmajor im Zweiten Weltkrieg                                                                             | 52    |       |
| 28. Januar | Joseph Isaac Schneersohn            | Oberrabbiner der Lubawitscher                                                                                           | 69    |       |
| 29. Januar | Waldemar Reuter                     | deutscher Arzt | 76    |       |
| 29. Januar | Ahmad al-Dschabir as-Sabah          | Scheich von Kuwait |       |       |
| 30. Januar | Fritz Andreae                       | deutscher Bankier | 76    |       |
| 30. Januar | Jewgeni Ottowitsch Gunst            | russischer Komponist, Musikschriftsteller und -pädagoge sowie Jurist                                                    | 72    |       |
| 30. Januar | Georg Heidler                       | deutscher Politiker | 58    |       |
| 30. Januar | Luise Hohorst                       | deutsche Bühnen- und Filmschauspielerin                                                                                 | 65    |       |
| 30. Januar | Maria Karsten                       | deutsche Schauspielerin                                                                                                 | 69    |       |
| 30. Januar | Bernard Reyndorp                    | niederländischer Anarchist                                                                                              | 79    |       |
| 31. Januar | Léon Werner Bovy                    | Schweizer Architekt | 86    |       |
| 31. Januar | Alfonso Esparza Oteo                | mexikanischer Komponist, Pianist und Sänger                                                                             | 55    |       |
| 31. Januar | Hermann Heidkämper                  | deutscher Pastor und Politiker                                                                                          | 83    |       |
|            | Melitta Heim                        | österreichische Opernsängerin (Sopran)                                                                                  |       |       |
|            | August Hug                          | Schweizer katholischer Geistlicher und Altphilologe                                                                     |       |       |
|            | Ernst Wurmser                       | österreichischer Komiker, Theater- und Filmschauspieler                                                                 | 67    |       |

## Februar
| Tag         | Name                             | Beruf, bekannt als | Alter | Beleg |
| ----------- | -------------------------------- | --- | ----- | ----- |
| 1. Februar  | Karl Hajos                       | deutsch-amerikanischer Komponist ungarischer Herkunft                                                                  | 61    |       |
| 1. Februar  | Gustav Hartz                     | deutscher Politiker (DNVP), MdR                                                                                        | 65    |       |
| 1. Februar  | Wilkins P. Horton                | US-amerikanischer Politiker                                                                                            | 60    |       |
| 1. Februar  | Pierre Prüm                      | luxemburgischer Politiker, Mitglied der Chambre und Staatsminister (1925–1926)                                         | 63    |       |
| 1. Februar  | Giulio Emanuele Rizzo            | italienischer Klassischer Archäologe                                                                                   | 84    |       |
| 1. Februar  | Buddy Stewart                    | US-amerikanischer Jazzsänger                                                                                           |       |       |
| 1. Februar  | Rudolf Walter                    | österreichischer Schauspieler und Filmproduzent                                                                        | 64    |       |
| 2. Februar  | Elisabeth Brönner                | deutsche Politikerin (DDP), MdR                                                                                        | 69    |       |
| 2. Februar  | Constantin Carathéodory          | deutscher Mathematiker griechischer Herkunft                                                                           | 76    |       |
| 02. Februar | Georges Guiot                    | französischer Turner                                                                                                   | 67    |       |
| 3. Februar  | Fritz Hensel                     | deutscher Manager | 56    |       |
| 3. Februar  | Michail Isajewitsch Nemjonow     | belarussisch-sowjetischer Chirurg, Radiologe und Hochschullehrer                                                       | 70    |       |
| 3. Februar  | Karl Seitz                       | österreichischer Politiker und Staatsoberhaupt (SDAP, SPÖ), Landtagsabgeordneter                                       | 80    |       |
| 4. Februar  | Erik Bergvall                    | schwedischer Wasserballspieler, Journalist, Autor und Sportfunktionär                                                  | 69    |       |
| 4. Februar  | Jan Bułhak                       | polnischer Lichtbildner                                                                                                | 73    |       |
| 4. Februar  | Walter Eli Clark                 | US-amerikanischer Politiker                                                                                            | 81    |       |
| 4. Februar  | Adolphe Mineur                   | belgischer Mathematiker                                                                                                | 82    |       |
| 4. Februar  | Montagu Norman                   | englischer Bankier | 78    |       |
| 4. Februar  | Ferdinand Spiegel                | deutscher Maler, Grafiker und Illustrator                                                                              | 70    |       |
| 4. Februar  | Charlot Strasser                 | Schweizer Psychiater und Schriftsteller                                                                                | 65    |       |
| 5. Februar  | Albert Bauer                     | deutscher Kaufmann und Politiker (Zentrum), MdL                                                                        | 67    |       |
| 5. Februar  | Hans-Christian Dietrich          | deutscher Bankmanager und Hochschullehrer                                                                              | 80    |       |
| 5. Februar  | Georges Morin                    | deutscher Maler, Bildhauer und Medailleur                                                                              | 75    |       |
| 5. Februar  | Franz Justus Rarkowski           | deutscher katholischer Militärbischof                                                                                  | 76    |       |
| 5. Februar  | Karl Tomann                      | österreichischer Politiker                                                                                             | 66    |       |
| 5. Februar  | Marie Zettler                    | deutsche Politikerin der Bayerischen Volkspartei                                                                       | 64    |       |
| 6. Februar  | Georg Imbert                     | deutsch-französischer Erfinder                                                                                         | 65    |       |
| 6. Februar  | Peter Michely                    | deutscher Politiker und Landrat                                                                                        | 61    |       |
| 6. Februar  | Arthur Rudolph                   | Eisenbahnarbeiter und Abgeordneter                                                                                     | 75    |       |
| 6. Februar  | Frank Speck                      | amerikanischer Anthropologe                                                                                            | 68    |       |
| 7. Februar  | Johannes Ilmari Auerbach         | deutscher Maler, Bildhauer und Autor                                                                                   | 50    |       |
| 7. Februar  | Thomas Langton Church            | kanadischer Rechtsanwalt, Politiker und 37. Bürgermeister von Toronto                                                  |       |       |
| 7. Februar  | Hermann Klamt                    | deutscher Jurist und Mitglied des Preußischen Landtags                                                                 | 65    |       |
| 7. Februar  | William Francis Murphy           | römisch-katholischer Bischof von Saginaw                                                                               | 64    |       |
| 7. Februar  | Bonifatius Sauer                 | deutscher Ordensgeistlicher                                                                                            | 73    |       |
| 8. Februar  | Anne Brigman                     | amerikanische Fotografin                                                                                               | 80    |       |
| 8. Februar  | Aleksandrs Čaks                  | lettischer Schriftsteller                                                                                              | 48    |       |
| 8. Februar  | Arthur Kampf                     | deutscher Historienmaler und Hochschullehrer                                                                           | 85    |       |
| 8. Februar  | Julius Klimek                    | tschechoslowakischer katholischer Geistlicher, Religionslehrer sowie Politiker und Abgeordneter                        | 52    |       |
| 8. Februar  | Ludwig Friedrich Mayer           | deutscher Wirtschaftsprüfer und Raiffeisenverbands-Vorstand                                                            | 44    |       |
| 8. Februar  | Wladimir Alexandrowitsch Nemilow | russischer Chemiker, Metallurg und Hochschullehrer                                                                     | 58    |       |
| 8. Februar  | Ralph Roese                      | deutscher Motorrad- und Automobilrennfahrer                                                                            | 49    |       |
| 9. Februar  | Friedrich Wilhelm Gutbrod        | deutscher Ministerialbeamter und Staatssekretär                                                                        | 76    |       |
| 10. Februar | Peleo Bacci                      | italienischer Kunsthistoriker                                                                                          | 80    |       |
| 10. Februar | Joseph Charles                   | US-amerikanischer Tennisspieler                                                                                        | 82    |       |
| 10. Februar | Heinrich Krug                    | deutscher Unternehmer und Politiker, MdL                                                                               | 87    |       |
| 10. Februar | Marcel Mauss                     | französischer Soziologe und Ethnologe                                                                                  | 77    |       |
| 10. Februar | Armen Tigranjan                  | armenischer Komponist                                                                                                  | 70    |       |
| 11. Februar | William H. Crocker               | US-amerikanischer Botaniker                                                                                            | 74    |       |
| 11. Februar | Friedrich Lindemann              | deutscher Schriftsteller und Journalist                                                                                | 52    |       |
| 11. Februar | Werner Pfister                   | Schweizer Architekt | 65    |       |
| 12. Februar | Fridrihs Bošs                    | lettischer Radrennfahrer                                                                                               | 63    |       |
| 12. Februar | Dirk Coster                      | niederländischer Physiker                                                                                              | 60    |       |
| 12. Februar | Fritz Gansberg                   | deutscher Schriftsteller, Volksschullehrer und Reformpädagoge                                                          | 78    |       |
| 12. Februar | Wilhelm Haase-Lampe              | deutscher Schriftsteller                                                                                               | 72    |       |
| 12. Februar | Bernard Meninsky                 | britischer Maler, Zeichner und Kunstlehrer                                                                             | 58    |       |
| 12. Februar | Tilman Bacon Parks               | US-amerikanischer Politiker                                                                                            | 77    |       |
| 12. Februar | Karl Szoldatics                  | österreichischer Fußballspieler                                                                                        | 43    |       |
| 13. Februar | Josef Maringer                   | österreichischer Politiker (CSP), Landtagsabgeordneter                                                                 | 87    |       |
| 13. Februar | Alfred Mitchell-Innes            | britischer Diplomat, Wirtschaftswissenschaftler und Autor                                                              | 85    |       |
| 13. Februar | Auguste Papendieck               | deutsche Töpferin | 76    |       |
| 13. Februar | Frédéric Rouge                   | Schweizer Maler | 82    |       |
| 13. Februar | Rafael Sabatini                  | italienisch-britischer Schriftsteller                                                                                  | 74    |       |
| 14. Februar | Franklin Lewis Dershem           | US-amerikanischer Politiker                                                                                            | 84    |       |
| 14. Februar | Cecilio Guzmán de Rojas          | bolivianischer Maler                                                                                                   | 50    |       |
| 14. Februar | Basilius Hauser                  | deutscher römisch-katholischer Ordensmann, Missionar und Märtyrer                                                      | 63    |       |
| 14. Februar | Franz Heinl                      | österreichischer Techniker                                                                                             | 70    |       |
| 14. Februar | Eduard Hermann                   | Linguist | 80    |       |
| 14. Februar | Karl Guthe Jansky                | amerikanischer Physiker und Radioingenieur, welcher 1932 entdeckte, dass die Milchstraße Radiostrahlung emittiert      | 44    |       |
| 14. Februar | Jean Charles Naber               | niederländischer Rechtswissenschaftler                                                                                 | 91    |       |
| 14. Februar | Karel Petr                       | tschechischer Mathematiker                                                                                             | 81    |       |
| 14. Februar | Georg Rattel                     | deutscher Kommunalpolitiker (BVP, CSU), Ehrenbürger Bambergs                                                           | 67    |       |
| 14. Februar | Hubert Weise                     | deutscher Offizier und Generaloberst im Zweiten Weltkrieg                                                              | 65    |       |
| 15. Februar | Kasimir Graff                    | deutsch-österreichischer Astronom                                                                                      | 72    |       |
| 15. Februar | Waldemar Henrici                 | deutscher Offizier, zuletzt Generalleutnant im Zweiten Weltkrieg sowie Obergeneralarbeitsführer im Reichsarbeitsdienst | 72    |       |
| 15. Februar | Albert Herter                    | amerikanischer Kunstmaler                                                                                              | 78    |       |
| 15. Februar | Carl von Jordans                 | deutscher Privatgelehrter und Politiker                                                                                | 65    |       |
| 15. Februar | Erich Nehlhans                   | kommissarischer Vorsitzender der jüdischen Gemeinde zu Berlin                                                          | 51    |       |
| 15. Februar | Pedro Parages                    | spanischer Fußballspieler, -trainer und -funktionär                                                                    | 66    |       |
| 15. Februar | Bernard Rawe                     | deutscher Textil-Kaufmann und -Unternehmer                                                                             | 85    |       |
| 15. Februar | Otto Westphal                    | deutscher Historiker und Hochschullehrer                                                                               | 58    |       |
| 16. Februar | S. Otis Bland                    | US-amerikanischer Politiker                                                                                            | 77    |       |
| 16. Februar | Victor Julius Franz              | nationalsozialistischer „Rassentheoretiker“, Zoologe                                                                   | 66    |       |
| 16. Februar | Courtney W. Hamlin               | US-amerikanischer Politiker                                                                                            | 91    |       |
| 16. Februar | Johannes Hjelmslev               | dänischer Mathematiker                                                                                                 | 76    |       |
| 16. Februar | Aldo Mieli                       | italienischer Mathematik- und Wissenschaftshistoriker                                                                  | 70    |       |
| 16. Februar | Charles Murphy                   | US-amerikanischer Radsportler                                                                                          | 79    |       |
| 16. Februar | Gert Cornelius Nel               | südafrikanischer Botaniker                                                                                             | 64    |       |
| 17. Februar | Friedrich Bleich                 | österreichischer Bauingenieur                                                                                          | 72    |       |
| 17. Februar | Heinrich Brunhart                | liechtensteinischer Politiker                                                                                          | 47    |       |
| 17. Februar | William Büller                   | deutscher Schauspieler, Regisseur und Theaterintendant                                                                 | 73    |       |
| 17. Februar | Santiago Casares Quiroga         | Ministerpräsident von Spanien                                                                                          | 65    |       |
| 17. Februar | Clara Forrer                     | Schweizer Lyrikerin | 81    |       |
| 17. Februar | Nick Kalten                      | deutsch-amerikanischer Filmschaffender                                                                                 | 61    |       |
| 17. Februar | Hildegard von Mach               | deutsche Malerin | 77    |       |
| 17. Februar | Heinrich Menzel                  | deutscher Silikatchemiker                                                                                              | 54    |       |
| 17. Februar | Tasker Oddie                     | US-amerikanischer Politiker                                                                                            | 79    |       |
| 17. Februar | Dawid Iochelewitsch Rosenberg    | sowjetischer Ökonom | 70    |       |
| 17. Februar | Maria Anna Benedicta von Spiegel | Äbtissin der Benediktinerinnenabtei St. Walburg in Eichstätt                                                           | 76    |       |
| 18. Februar | Francis J. Daly                  | irischer Politiker |       |       |
| 18. Februar | James Graham                     | US-amerikanischer Sportschütze                                                                                         | 80    |       |
| 18. Februar | Gottfried Lanz                   | Schweizer Unternehmer und Politiker (BGB)                                                                              | 90    |       |
| 18. Februar | Riccardo Nowak                   | italienischer Fechter                                                                                                  | 65    |       |
| 18. Februar | Prežihov Voranc                  | slowenischer Schriftsteller                                                                                            | 56    |       |
| 18. Februar | Heinrich Wirschinger             | deutscher Verwaltungsjurist                                                                                            | 74    |       |
| 19. Februar | Hermann Weigmann                 | deutscher Bakteriologe                                                                                                 | 94    |       |
| 20. Februar | Rudolf Buchinger                 | österreichischer Politiker (CS, ÖVP), Abgeordneter zum Nationalrat, Landwirtschaftsminister                            | 70    |       |
| 20. Februar | Carl Burger                      | deutscher Bildhauer und Fachschullehrer                                                                                | 74    |       |
| 20. Februar | Else Giese                       | deutsche Lehrerin und Politikerin (Zentrum), MdL                                                                       | 65    |       |
| 20. Februar | Gallus Maria Manser              | Schweizer Philosoph und katholischer Theologe                                                                          | 83    |       |
| 21. Februar | Otto Henning                     | deutscher Theater- und Filmschauspieler, Theaterregisseur und Intendant                                                | 66    |       |
| 21. Februar | Frederick Keeping                | britischer Radsportler, Olympiateilnehmer                                                                              | 82    |       |
| 21. Februar | Gerhard Kowalewski               | deutscher Mathematiker                                                                                                 | 73    |       |
| 21. Februar | Mychajlo Skorulskyj              | ukrainischer Komponist, Pianist, Dirigent und Hochschullehrer                                                          | 62    |       |
| 22. Februar | Hans-Joachim Baurmeister         | deutscher Generalmajor                                                                                                 | 51    |       |
| 22. Februar | Georg Ebeling                    | deutscher Romanist und Mediävist                                                                                       | 82    |       |
| 22. Februar | Halvor Møgster                   | norwegischer Segler | 74    |       |
| 22. Februar | José Richling                    | uruguayischer Diplomat                                                                                                 | 75    |       |
| 23. Februar | Karl Peter Maurer                | deutscher evangelischer Theologe                                                                                       | 75    |       |
| 23. Februar | Cally Monrad                     | norwegische Opernsängerin, Schauspielerin und Schriftstellerin                                                         | 70    |       |
| 23. Februar | Friedrich Schmidt-Knatz          | deutscher Justizrat, Bankdirektor und Mitglied der Bekennenden Kirche                                                  | 76    |       |
| 24. Februar | Irving Bacheller                 | US-amerikanischer Journalist und Schriftsteller                                                                        | 90    |       |
| 24. Februar | Franklyn Baur                    | US-amerikanischer Tenor                                                                                                | 46    |       |
| 24. Februar | Hermann von Schöpf               | deutscher Offizier und SA-Führer                                                                                       | 63    |       |
| 24. Februar | Wilhelm Weiß                     | deutscher Politiker (NSDAP), MdR, Chefredakteur des Völkischen Beobachters                                             | 57    |       |
| 25. Februar | Robert Digges Wimberly Connor    | US-amerikanischer Archivar der Vereinigten Staaten                                                                     | 71    |       |
| 25. Februar | Karl Fischer                     | deutscher Politiker | 72    |       |
| 25. Februar | Johann Karl Hellmer              | österreichischer Kulturjournalist                                                                                      | 69    |       |
| 25. Februar | George Richards Minot            | US-amerikanischer Internist                                                                                            | 64    |       |
| 25. Februar | Joseph Stadler                   | US-amerikanischer Leichtathlet                                                                                         | 69    |       |
| 25. Februar | Josef Toufar                     | tschechischer katholischer Priester                                                                                    | 47    |       |
| 26. Februar | Julie Heraeus                    | Landtagsabgeordnete Volksstaat Hessen (DNVP)                                                                           | 77    |       |
| 26. Februar | Harry Lauder                     | schottischer Komiker und Entertainer                                                                                   | 79    |       |
| 26. Februar | Robert Wild                      | deutscher Verwaltungsjurist und Kommunalpolitiker                                                                      | 74    |       |
| 27. Februar | Herbert Assmann                  | deutscher Internist | 67    |       |
| 27. Februar | Otto Bosler                      | deutscher Gesandter und Ministerialbeamter                                                                             | 77    |       |
| 27. Februar | Edmund Colson                    | Entdeckungsreisender in Australien                                                                                     | 68    |       |
| 27. Februar | Bernhard Egger                   | österreichischer Politiker (GdP), Abgeordneter zum Nationalrat                                                         | 83    |       |
| 27. Februar | Yvan Goll                        | deutsch-französischer Schriftsteller                                                                                   | 58    |       |
| 27. Februar | James Henigan                    | US-amerikanischer Cross- und Marathonläufer                                                                            | 57    |       |
| 27. Februar | August Rumm                      | deutscher Bildnis-, Figuren- und Landschaftsmaler und Lithograph                                                       | 61    |       |
| 27. Februar | John Alfred Ryle                 | britischer Arzt | 60    |       |
| 27. Februar | Adolph Schwarzenberg             | österreichischer Adliger                                                                                               | 59    |       |
| 27. Februar | Heinrich Waderé                  | deutscher Bildhauer und Medailleur                                                                                     | 84    |       |
| 28. Februar | Tommaso Costantino               | italienischer Fechter und Olympiasieger                                                                                | 64    |       |
| 28. Februar | David Lewis Prosser              | britischer Geistlicher                                                                                                 | 81    |       |
| 28. Februar | Peter Waterkortte                | deutscher Politiker (KPD), MdL                                                                                         | 49    |       |

## März
| Tag      | Name                               | Beruf, bekannt als | Alter | Beleg |
| -------- | ---------------------------------- | --- | ----- | ----- |
| 1. März  | Fritz Berger                       | Schweizer Freikirchler, Gründer des Evangelischen Brüdervereins                                                            | 81    |       |
| 1. März  | Hans Curschmann                    | deutscher Neurologe und Hochschullehrer                                                                                    | 74    |       |
| 1. März  | Julius Holderer                    | Jurist und badischer Beamter                                                                                               | 83    |       |
| 1. März  | Alfred Korzybski                   | polnisch-amerikanischer Ingenieur und Linguist                                                                             | 70    |       |
| 1. März  | Georg Meyer                        | deutscher Politiker und Mitglied des Bayerischen Landtags (1919–1920)                                                      | 77    |       |
| 1. März  | Alfred Seyler                      | deutscher Kunsthistoriker                                                                                                  | 69    |       |
| 2. März  | Marcel Frébourg                    | französischer Ruderer | 58    |       |
| 2. März  | Alberto Gerchunoff                 | argentinischer Journalist und Schriftsteller                                                                               | 67    |       |
| 2. März  | George Hively                      | US-amerikanischer Filmeditor und Drehbuchautor                                                                             | 60    |       |
| 2. März  | Heinrich Laber                     | deutscher Dirigent und Kapellmeister                                                                                       | 69    |       |
| 2. März  | Juri Karlowitsch Stark             | russischer Seeoffizier und Admiral                                                                                         | 71    |       |
| 3. März  | Ulrich Graf                        | deutscher Politiker (NSDAP), MdR, Parteifunktionär, Mitglied in SA und SS                                                  | 71    |       |
| 3. März  | Eugen Klöpfer                      | deutscher Schauspieler | 63    |       |
| 3. März  | Jakob Schaub                       | Schweizer Drucker und Verleger                                                                                             | 87    |       |
| 4. März  | Johanne Dybwad                     | norwegische Schauspielerin und Regisseurin                                                                                 | 82    |       |
| 4. März  | Adam Rainer                        | österreichischer Rekordhalter, erst klein- später riesenwüchsig                                                            |       |       |
| 5. März  | Sid Grauman                        | US-amerikanischer Unternehmer und Filmschauspieler                                                                         | 70    |       |
| 5. März  | Robert Gurney                      | britischer Zoologe | 70    |       |
| 5. März  | Edgar Lee Masters                  | US-amerikanischer Schriftsteller                                                                                           | 81    |       |
| 5. März  | Leopold Schein                     | österreichischer Politiker (CSP), Abgeordneter zum Nationalrat                                                             | 76    |       |
| 5. März  | Martin Schlott                     | deutscher Zoologe | 58    |       |
| 5. März  | Roman Schuchewytsch                | ukrainischer Offizier und Politiker                                                                                        | 42    |       |
| 5. März  | Hans Väth                          | deutscher Architekt | 53    |       |
| 6. März  | August Isbert                      | preußischer General der Infanterie                                                                                         | 93    |       |
| 6. März  | Albert Lebrun                      | französischer Politiker und letzter Präsident der Dritten Republik                                                         | 78    |       |
| 6. März  | Johann Panzer                      | deutscher Politiker (SPD)                                                                                                  | 74    |       |
| 6. März  | Elliott Seabrooke                  | englischer Landschafts- und Stilllebenmaler                                                                                | 63    |       |
| 6. März  | Paul Strecker                      | deutscher Bühnenbildner, Maler und Schriftsteller                                                                          | 51    |       |
| 6. März  | Wladimir Petrowitsch Wettschinkin  | sowjetischer Aerodynamiker                                                                                                 | 61    |       |
| 7. März  | Walter von Bergmann                | deutscher General der Infanterie                                                                                           | 85    |       |
| 7. März  | Sebastian Fichtner                 | deutscher Offizier und Generalleutnant im Zweiten Weltkrieg                                                                | 55    |       |
| 7. März  | Wilhelm Koch                       | deutscher Gewerkschafter und Politiker (DNVP), MdR                                                                         | 73    |       |
| 7. März  | Jakobus Linden                     | deutscher Bildhauer | 63    |       |
| 7. März  | Jean Reich                         | Schweizer Sportschütze | 76    |       |
| 7. März  | Hugó Scheiber                      | ungarischer Maler | 76    |       |
| 8. März  | Theodor Amsinck                    | deutscher Unternehmer und Reeder                                                                                           | 81    |       |
| 8. März  | Lila Gruner                        | österreichische Malerin, Grafikerin und Zeichenlehrerin                                                                    | 79    |       |
| 8. März  | Jaroslav Kocian                    | tschechoslowakischer Violinpädagoge und Komponist                                                                          | 67    |       |
| 8. März  | Hans Müller-Einigen                | österreichischer Schriftsteller, Drehbuchautor und Regisseur                                                               | 67    |       |
| 9. März  | Felix Buttersack                   | deutscher Militärarzt und Schriftsteller                                                                                   | 84    |       |
| 9. März  | Timothy Evans                      | britisches Opfer eines Justizirrtums in den 1950er Jahren                                                                  | 25    |       |
| 10. März | Marguerite De La Motte             | US-amerikanische Schauspielerin und Tänzerin                                                                               | 47    |       |
| 10. März | Fred C. Gilchrist                  | US-amerikanischer Politiker                                                                                                | 81    |       |
| 10. März | Emil R. Müller                     | deutscher Steindrucker, Schriftsteller und Redakteur                                                                       | 70    |       |
| 11. März | Arthur Jeffrey Dempster            | kanadisch-US-amerikanischer Physiker                                                                                       | 63    |       |
| 11. März | Ralph Freeman                      | englischer Tragwerksplaner                                                                                                 | 69    |       |
| 11. März | Gernand Graf Grote                 | deutscher Hofbeamter | 79    |       |
| 11. März | Eduard Kallós                      | ungarischer Bildhauer | 84    |       |
| 11. März | Heinrich Mann                      | deutscher Schriftsteller                                                                                                   | 78    |       |
| 11. März | Henri Smets                        | belgischer Langstreckenläufer                                                                                              | 53    |       |
| 12. März | Heinrich Albert                    | Gitarrist und Komponist | 79    |       |
| 12. März | Florence Arliss                    | britische Schauspielerin                                                                                                   | 79    |       |
| 12. März | Louis I. Jaffé                     | US-amerikanischer Schriftsteller, Journalist und Herausgeber                                                               |       |       |
| 12. März | Armand Kaminka                     | Rabbiner, jüdischer Gelehrter, Übersetzer und neuhebräischer Dichter                                                       | 83    |       |
| 12. März | Howard Sutherland                  | US-amerikanischer Politiker                                                                                                | 84    |       |
| 13. März | Wilhelm Neese                      | deutscher Jurist und Schriftsteller                                                                                        | 71    |       |
| 14. März | Emil Bächler                       | Schweizer Naturwissenschaftler und Konservator                                                                             | 82    |       |
| 14. März | Robert Rudolf Schmidt              | deutscher Prähistoriker | 67    |       |
| 14. März | Manoel da Silva Gomes              | brasilianischer Geistlicher, Erzbischof von Fortaleza                                                                      | 76    |       |
| 14. März | Martin Thilo                       | deutscher evangelischer Theologe                                                                                           | 73    |       |
| 15. März | Josef Andre                        | deutscher Politiker (Zentrum), MdL, MdR                                                                                    | 71    |       |
| 15. März | Alice Blackwell                    | US-amerikanische Journalistin, Feministin und Menschenrechtsaktivistin                                                     | 92    |       |
| 15. März | Alice Stone Blackwell              | US-amerikanische Frauenrechtlerin, Abolitionistin und radikale Sozialistin                                                 | 92    |       |
| 15. März | Luise Fleck                        | österreichische Filmregisseurin                                                                                            | 76    |       |
| 15. März | Josef Henggeler                    | Schweizer Politiker (SP)                                                                                                   | 60    |       |
| 15. März | Valentin Traudt                    | deutscher Lehrer, Schriftsteller und Politiker (SPD), MdL                                                                  | 85    |       |
| 15. März | August Urbański von Ostrymiecz     | österreichisch-ungarischer Offizier und vor dem Ersten Weltkrieg Chef des Militärgeheimdienstes (Evidenzbüro)              | 83    |       |
| 16. März | Alfred Beierle                     | deutscher Theater- und Filmschauspieler                                                                                    | 64    |       |
| 16. März | Emma Döltz                         | deutsche Sozialdemokratin, Journalistin und Schriftstellerin                                                               | 84    |       |
| 16. März | Vilhelm Dybwad                     | norwegischer Jurist und Schriftsteller                                                                                     | 87    |       |
| 16. März | Paul Riebesell                     | deutscher Mathematiker und Versicherungsfachmann                                                                           | 66    |       |
| 16. März | Fletcher B. Swank                  | US-amerikanischer Politiker                                                                                                | 74    |       |
| 17. März | Gedaliah Alon                      | israelischer Historiker |       |       |
| 17. März | Walther Borsche                    | deutscher Chemiker | 72    |       |
| 17. März | Muir S. Fairchild                  | US-amerikanischer General der US Air Force                                                                                 | 55    |       |
| 17. März | Iwan Timofejewitsch Iwaschtschenko | sowjetischer Testpilot | 44    |       |
| 17. März | Adam McKinlay                      | schottischer Politiker |       |       |
| 17. März | Adolf Meyer                        | US-amerikanischer Psychiater                                                                                               | 83    |       |
| 17. März | Paul Schmidt                       | deutscher Hygieniker | 77    |       |
| 17. März | Earle D. Willey                    | US-amerikanischer Politiker                                                                                                | 60    |       |
| 18. März | Paul Franke                        | deutscher Unternehmer; Mitgründer von Rollei                                                                               | 61    |       |
| 18. März | Manfred Pechau                     | deutscher SS-Sturmbannführer                                                                                               | 40    |       |
| 19. März | Edgar Rice Burroughs               | US-amerikanischer Schriftsteller                                                                                           | 74    |       |
| 19. März | Max Dünnebier                      | deutscher Erfinder und Unternehmer                                                                                         | 71    |       |
| 19. März | Walter Norman Haworth              | britischer Chemiker | 67    |       |
| 19. März | Alexandru Vaida-Voevod             | rumänischer Politiker, Ministerpräsident                                                                                   | 78    |       |
| 20. März | Karin Ageman                       | schwedische Designerin, Zeichnerin und Buchkünstlerin                                                                      | 50    |       |
| 20. März | Ali Sait Akbaytogan                | türkischer General und Politiker                                                                                           |       |       |
| 20. März | Lionel Banks                       | US-amerikanischer Szenenbildner                                                                                            | 48    |       |
| 20. März | Paul Dedic                         | österreichischer Geistlicher und Kirchenhistoriker                                                                         | 60    |       |
| 20. März | Walter Eucken                      | deutscher Ökonom | 59    |       |
| 20. März | Li Mirok                           | südkoreanischer Autor | 51    |       |
| 20. März | Friedrich Franz Wolff              | deutscher Lehrer und Politiker (NSV, DNVP), MdL                                                                            | 77    |       |
| 21. März | Ralph E. Church                    | US-amerikanischer Politiker                                                                                                | 66    |       |
| 22. März | Erwin Baum                         | deutscher Landwirt, Verbandsfunktionär und Politiker (DNVP, ThLB, CNBL), Vorsitzender des Thüringischen Staatsministeriums | 82    |       |
| 22. März | John Lütgens                       | deutscher Architekt | 74    |       |
| 22. März | Alfred Rosselet                    | Schweizer Radiologe | 62    |       |
| 22. März | Marty Slovak                       | US-amerikanischer Footballspieler                                                                                          | 33    |       |
| 22. März | Olga Afanassjewna Warenzowa        | russische Revolutionärin und Publizistin                                                                                   | 87    |       |
| 23. März | Paul Bartsch                       | deutscher römisch-katholischer Pfarrer                                                                                     | 48    |       |
| 23. März | Hermann de Bruycker                | deutscher Maler | 91    |       |
| 23. März | Clement Cazalet                    | britischer Tennisspieler                                                                                                   | 80    |       |
| 23. März | Jan van Emden                      | niederländischer Psychoanalytiker                                                                                          | 81    |       |
| 23. März | Jules Girard                       | römisch-katholischer Geistlicher                                                                                           | 86    |       |
| 23. März | Emmanuel Mounier                   | französischer Philosoph | 45    |       |
| 23. März | Josef Schatz                       | österreichischer Sprachwissenschaftler                                                                                     | 79    |       |
| 24. März | James Rudolph Garfield             | US-amerikanischer Politiker                                                                                                | 84    |       |
| 24. März | August Grisebach                   | deutscher Kunsthistoriker                                                                                                  | 68    |       |
| 24. März | Franz Horst                        | österreichischer Maler | 87    |       |
| 24. März | Harold Laski                       | britischer Politologe, Ökonom, Autor und Dozent                                                                            | 56    |       |
| 24. März | Johann Trnka                       | österreichischer Raubmörder                                                                                                | 38    |       |
| 24. März | Hedda Wagner                       | österreichische Komponistin, Dichterin, Frauenrechtlerin                                                                   | 74    |       |
| 25. März | Hope Crisp                         | britischer Tennisspieler                                                                                                   | 66    |       |
| 25. März | Isidor Gistl                       | deutscher Glasfabrikant | 82    |       |
| 25. März | Robert Sinclair Hunter             | kanadischer Ruderer und Rudertrainer                                                                                       | 45    |       |
| 25. März | John O’Neil                        | US-amerikanischer Rugby-Union-Spieler                                                                                      | 51    |       |
| 26. März | Hans Sachsel                       | österreichischer Buchhändler                                                                                               | 57    |       |
| 27. März | Johann Michael Bossard             | Schweizer Künstler | 75    |       |
| 27. März | Dezső Földes                       | ungarischer Fechter | 69    |       |
| 27. März | Leopold Hennet                     | österreichischer Agrarier, Beamter und Minister                                                                            | 73    |       |
| 27. März | Artur Mahraun                      | Gründer und „Hochmeister“ des Jungdeutschen Ordens                                                                         | 59    |       |
| 28. März | Paul Francke                       | sächsischer Generalmajor                                                                                                   | 87    |       |
| 28. März | Ernst Hellinger                    | deutscher Mathematiker | 66    |       |
| 28. März | Carl Mannesmann                    | deutscher Unternehmer | 88    |       |
| 28. März | Laurence Steinhardt                | US-amerikanischer Diplomat                                                                                                 | 57    |       |
| 29. März | Jakub Appenszlak                   | polnischer Journalist, Literaturkritiker und Übersetzer                                                                    | 55    |       |
| 29. März | Oskar Baudisch                     | österreichischer Biochemiker und Strahlenforscher                                                                          | 68    |       |
| 29. März | Avraham Ben Yitzhak                | hebräischer Dichter, österreichisch-israelischer Literaturkritiker                                                         | 66    |       |
| 29. März | Mikael Simonsen                    | dänischer Ruderer | 67    |       |
| 30. März | Léon Blum                          | französischer Politiker | 77    |       |
| 30. März | Ada Brown                          | US-amerikanische Bluessängerin                                                                                             | 59    |       |
| 30. März | Friedrich Lindhorst                | deutscher Tierarzt | 82    |       |
| 30. März | Walther Roth                       | deutscher Chemiker | 76    |       |
| 30. März | Brynolf Wennerberg                 | schwedisch-deutscher Maler, Zeichner und Gebrauchsgrafiker                                                                 | 83    |       |
| 31. März | Karl Birnbaum                      | deutscher Psychiater und Neurologe                                                                                         | 71    |       |
| 31. März | Bruno Decarli                      | deutscher Schauspieler | 73    |       |